# Claude Peter
Claude Peter (19 dicembre 1947 – 11 maggio 2022) è stato un cestista francese.
Era il fratello di Danielle Peter.

## Carriera
Con la Francia ha disputato i Campionati europei del 1967.

## Palmarès
- Campionato francese: 2

Le Mans: 1977-78, 1978-79